# 譚天忠
蒂詹·蒂亚姆（法語：Tidjane Thiam，法語：[tidʒan tiam]；1962年7月29日—），中文名譚天忠，科特迪瓦人，銀行家、政治人物，现任科特迪瓦民主党主席，曾任英國保誠和瑞士信貸集團的行政總裁。

## 早年生活和教育
蒂亚姆於1962年7月29日出生在科特迪瓦。幼年隨其全家移民法國。
他的父親阿馬杜·蒂亞姆（Amadou Thiam）是一名記者，出生於塞內加爾，1947年移居科特迪瓦。他支持烏弗埃-博瓦尼為國家獨立而戰，獨立後在科特迪瓦內閣任職十餘年。
蒂亚姆的叔叔哈比卜·蒂亞姆曾擔任塞內加爾總理 10 多年，還擔任過國民議會議長。
1982年，蒂亚姆是第一個通過巴黎綜合理工學院入學考試的科特迪瓦人。1984年，他畢業於巴黎綜合理工學院大學，並於1986年畢業於國立巴黎高等礦業學校，在同班同學中名列前茅。1986年，他獲得獎學金，在歐洲工商管理學院攻讀工商管理碩士，並加入了巴黎的麥肯錫研究員計劃。他於1988年獲得了歐洲工商管理學院的工商管理碩士學位。1989年，他從麥肯錫休假一年，參加世界銀行在華盛頓特區的青年專業人員計劃。他於1990年回到麥肯錫，首先在紐約市工作，然後在巴黎工作。

## 英國保誠
2009年3月，在馬克·塔克辭職後，蒂亚姆被任命為行政總裁，自10月起生效。
他在2011年5月的年度股東大會上以99.3％的選票再次當選行政總裁。
2015年，蒂亚姆正式辭任英國保誠行政總裁。

## 個人生活
蒂亚姆與曾為祖·拜登工作的非裔美國律師安妮特·安東尼·蒂亞姆結婚，他們有兩個兒子。譚天忠的長子比拉爾·蒂亞姆於2020年5月因癌症去世，享年24歲。
蒂亚姆和安妮特於2015年分居，並於2016年離婚。作為科特迪瓦和法國的雙重公民，他能說流利的英語、法語和德語。

## 政治活动
2023年，蒂亚姆被选为科特迪瓦民主党主席，之后宣布将代表该党参加2025年科特迪瓦总统选举。他为此于2025年初放弃了法国国籍。
2025年4月16日，他是「PDCI」初選的候選人, 參加 2025 年 10 月的總統選舉。2025年4月22日，他被從選民名冊上除名，法院裁定他在1987年獲得法國國籍後喪失了科特迪瓦國籍。
2025 年5月，蒂亚姆将被从选民名册中除名，这意味着他实际上没有资格参加 2025 年总统选举。

## 其它活动
2019年，蒂亚姆被选为国际奥委会委员。